# Трэйн, Чарльз
Чарльз Уильям Трэйн (англ. Charles William Train, 21 сентября 1890 — 28 марта 1965) — английский кавалер креста Виктории, высшей воинской награды за героизм проявленный в боевой обстановке, что может быть вручена военнослужащим стран Содружества и прежних территорий Британской империи.

## Биография
К 27 годам Чарльз Трэйн был капралом 2/14-го батальона лондонского шотландского полка британской армии. За свои действия в районе Эйн Карема (территория современного Израиля), Палестина 8 декабря 1917 года он был представлен к награде.
В официальном объявлении о награде говорилось:
Его Величество король любезно рад пожаловать крест Виктории … капралу Лондонского полка Чарльзу Уильяму Трэйну за проявление выдающейся храбрости, решительности и инициативы, проявленной под интенсивным вражеским огнём, когда его рота была застигнута врасплох и попала под обстрел двух пулемётов противника.
Капрал Трэйн, по собственной инициативе, бросился вперёд и открыл огонь по врагу из дульного гранатомёта, поразив при этом часть пулемётного расчёта прямым попаданием. Потом он ранил выстрелом командующего офицера, а затем ружейным огнём и гранатой добил оставшуюся часть расчёта. После чего он вернулся на помощь своему товарищу, пытавшемуся забросать неприятеля гранатами. Застрелив вражеского пулемётчика, Трэйн таким образом заставил замолчать и второй пулемёт.

Его отвага и преданность долгу несомненно уберегли его батальон от тяжёлых потерь и позволили продолжить выполнение боевого задания в ситуации, которая казалась критической.
Позднее ему было присвоено звание сержанта. Свои дни он закончил в Канаде, где и похоронен, на мемориальном кладбище «Форест-Лоун» в Бернаби, Британская Колумбия.
Его крест Виктории находится в экспозиции музея лондонского шотландского полка, в Лондоне.